# The Game (遊戲)
（直譯：遊戲）是一個無間斷的思想遊戲，遊戲的最終目的是要阻止玩家自己想到The Game的存在。

## 概述
在The Game中，如果玩家想到The Game的存在，那麼該玩家就已經輸掉，並且需要宣佈自己已經輸掉。因此，玩家在此遊戲中無勝出的可能，而且他們只能夠盡量不要輸掉。有玩家說The Game無謂又煩擾，亦有玩家指出The Game很有樂趣，值得一試。截至2005年，此遊戲於全球各地擁有逾100萬個玩家。自2008年起，The Game已經在世界各地裡頗具名氣。

## 遊戲

### 規則
The Game有三條通用的遊戲規則：
1. 世界上所有人均是游戏参與者。（有時候會則為「所有知道The Game存在的人都是游戏参與者」[4]或「你總是在玩The Game」）游戏参與者不能夠「不玩」The Game，且游戏参與者不能停止玩The Game。
2. 游戏参與者想起The Game時就輸了。
3. 游戏参與者輸了後，他就要至少告訴給一个人自己輸了The Game（透過說出「我輸掉了The Game」或其他表達方式）。 [6]

這些通用遊戲規則均沒有指出遊戲何時結束。但是，The Game的其中一個版本卻指出當英國首相在電視上公佈「遊戲結束」時，The Game便會結束。某些版本亦允許玩家在輸了以後，暫時退出遊戲以再次忘掉The Game。

### 策略
部份玩家自己創造了一些讓其他人輸掉的策略，如大聲喊出「The Game」、在句子中故意提及「The Game」、或把「The Game」一字寫在紙張、牆壁、銀票等。

## 心理學
The Game是矛盾歷程遊戲的一個例子。這類遊戲通常都需求玩家避免想及某些事物。因此，這類遊戲通常亦是一種思想抑制。

## 起源
關於The Game的起源是有爭議的。其中一個版本指出有兩個男人錯過了他們的末班車，因此他們便設計了一個遊戲。兩人在遊戲中不能想起錯過末班車一事，而誰先想起的就輸掉。他們的遊戲漸漸便發展成The Game。另一個版本則指出此遊戲是由倫敦人於1996年設計，專門用「惹惱人」。而The Game最早在網上出現的年份則為2002年，這也可能是The Game被創作的年份。